# Taifa Ceuta
De taifa Ceuta was een van de taifa-staten die werd gevormd na het uiteenvallen van het kalifaat Córdoba in het begin van de 11e eeuw. De steden Ceuta (Arabisch: Sabta) en Tanger maakten vanaf 1026 deel uit van de taifa Málaga. Vanaf 1036 werd het namens de Hammudiden bestuurd door de Barghawata, een Berberstam met een syncretische vorm van islam. Kort voor 1061 nam de Barghawata, geleid door de ongeletterde Saqqūt, de macht over van de Hammudiden. Ze konden een groot leger van 12.000 cavalerie besturen, maar werden verslagen en overwonnen door de toenemende macht van de Almoraviden in 1078/79.